# Ошфельден
Ошфельден (фр. Hochfelden) — коммуна на северо-востоке Франции в регионе Гранд-Эст (бывший Эльзас — Шампань — Арденны — Лотарингия), департамент Нижний Рейн, округ Саверн, кантон Буксвиллер. До марта 2015 года коммуна являлась административным центром одноимённого упразднённого кантона (округ Страсбур-Кампань).
Площадь коммуны — 12,09 км², население — 3036 человек (2006) с тенденцией к росту: 3516 человек (2013), плотность населения — 290,8 чел/км².

## Население
Население коммуны в 2011 году составляло 3453 человека, в 2012 году — 3505 человек, а в 2013-м — 3516 человек.
| 1962 | 1968 | 1975 | 1982 | 1990 | 1999 | 2006 | 2008 | 2011 | 2012 | 2013 |
| ---- | ---- | ---- | ---- | ---- | ---- | ---- | ---- | ---- | ---- | ---- |
| 2755 | 2895 | 2942 | 2877 | 2781 | 2944 | 3036 | 3195 | 3453 | 3505 | 3516 |

Динамика населения:

## Экономика
В 2010 году из 2141 человек трудоспособного возраста (от 15 до 64 лет) 1671 были экономически активными, 470 — неактивными (показатель активности 78,0 %, в 1999 году — 72,2 %). Из 1671 активных трудоспособных жителей работали 1547 человек (817 мужчин и 730 женщин), 124 числились безработными (58 мужчин и 66 женщин). Среди 470 трудоспособных неактивных граждан 157 были учениками либо студентами, 200 — пенсионерами, а ещё 113 — были неактивны в силу других причин.

## Достопримечательности (фотогалерея)

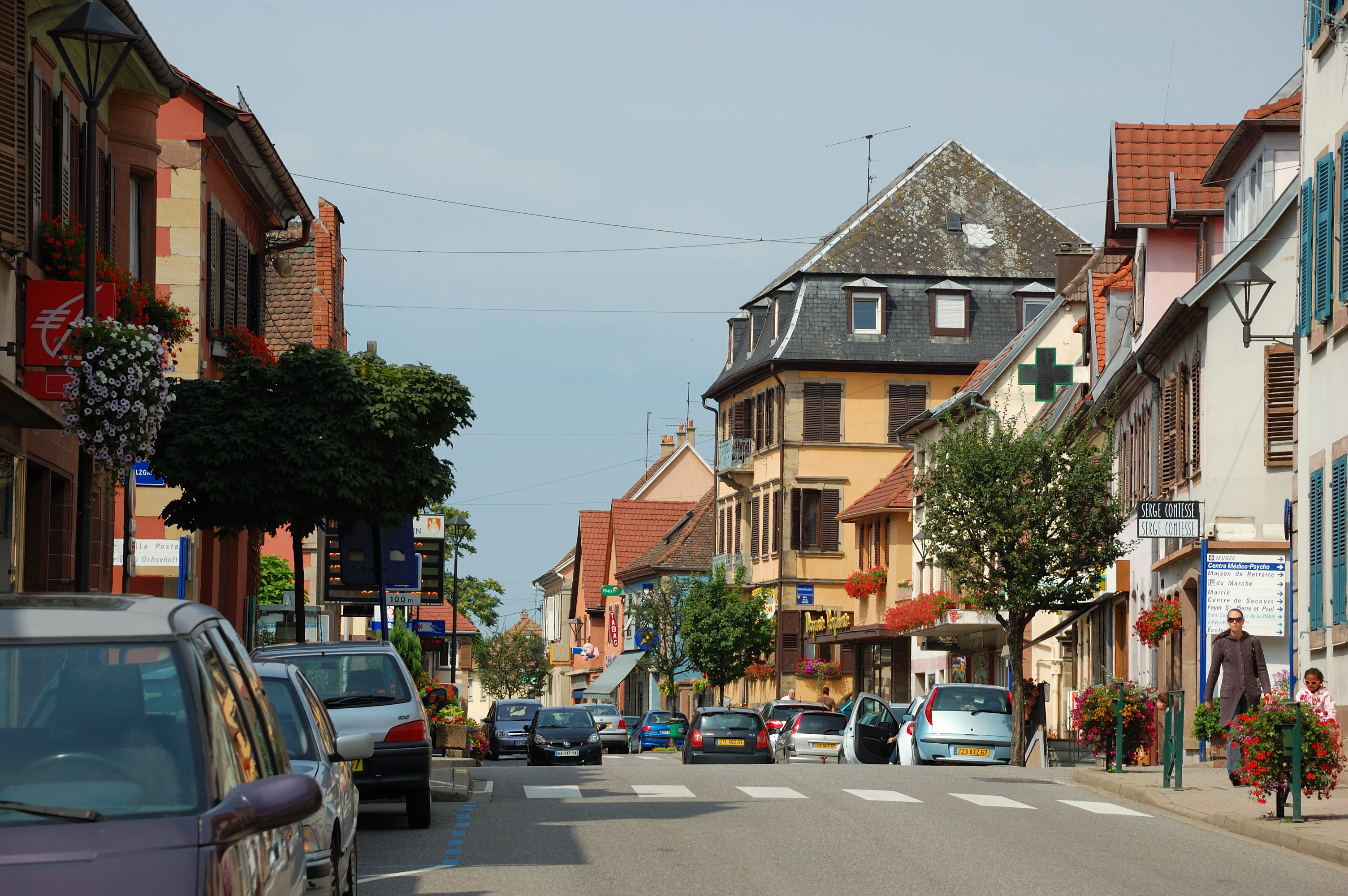
Центральная улица
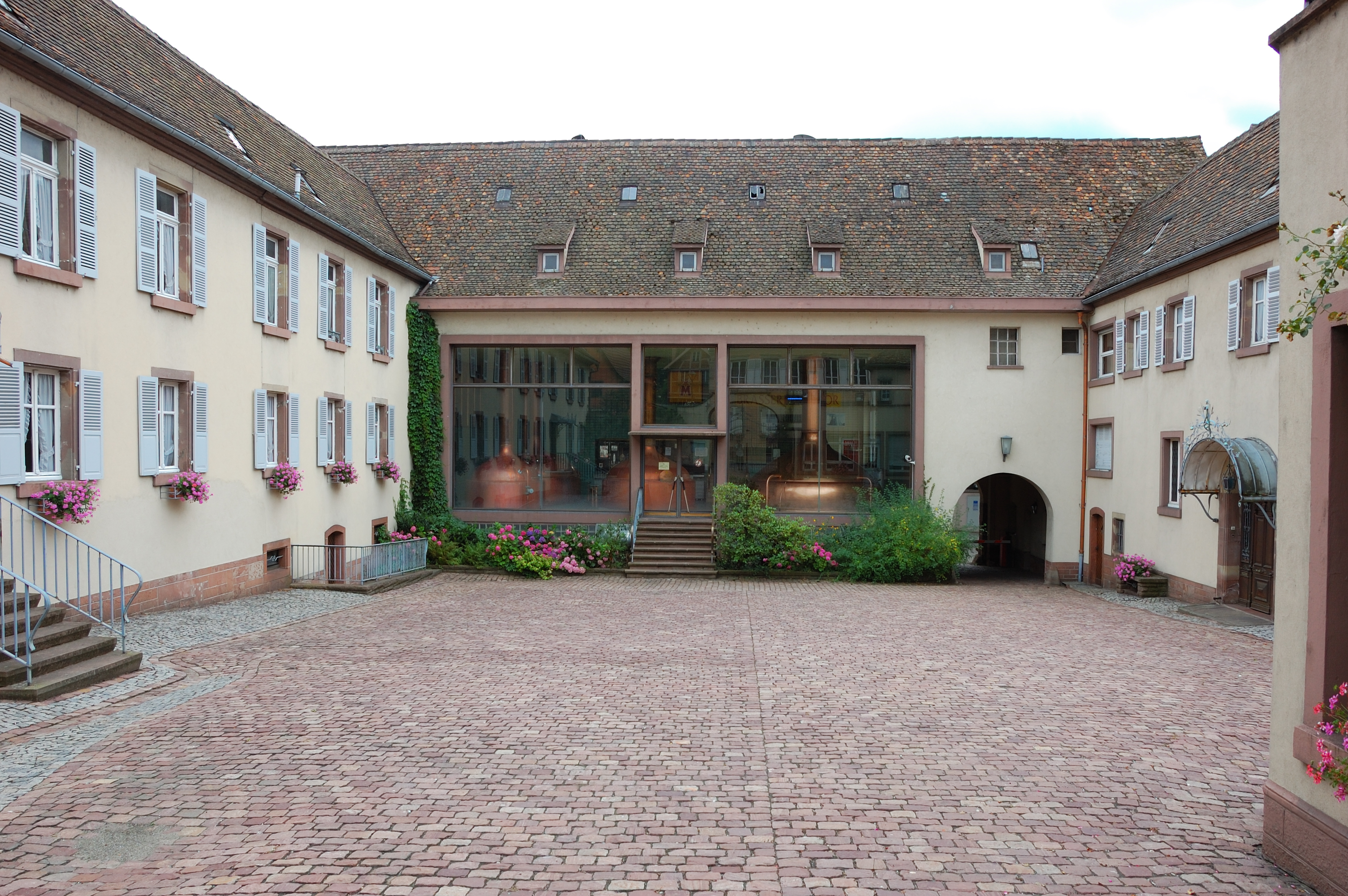
Двор пивоварни «Метеор»
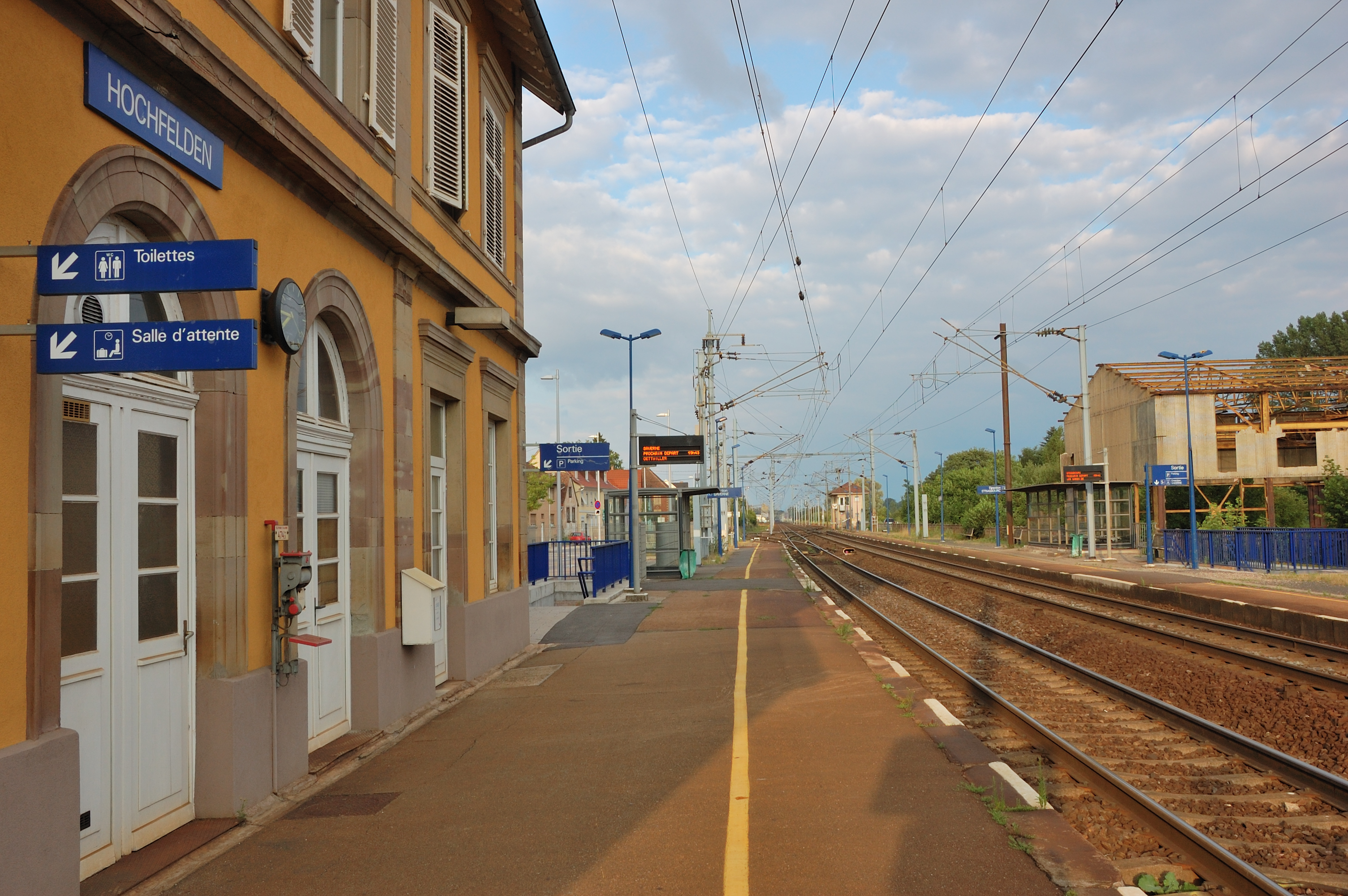
Вокзал
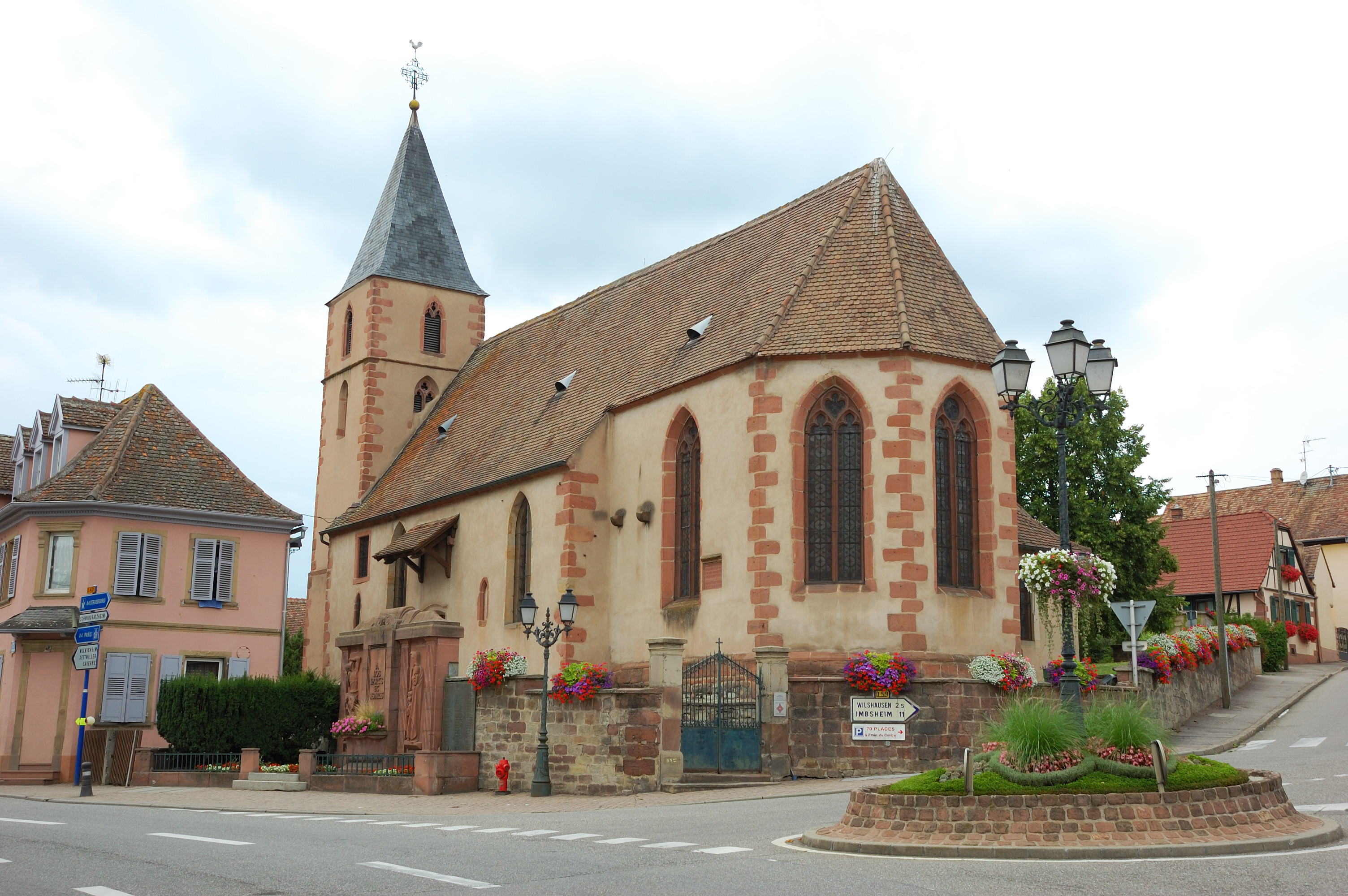
Готическая часовня
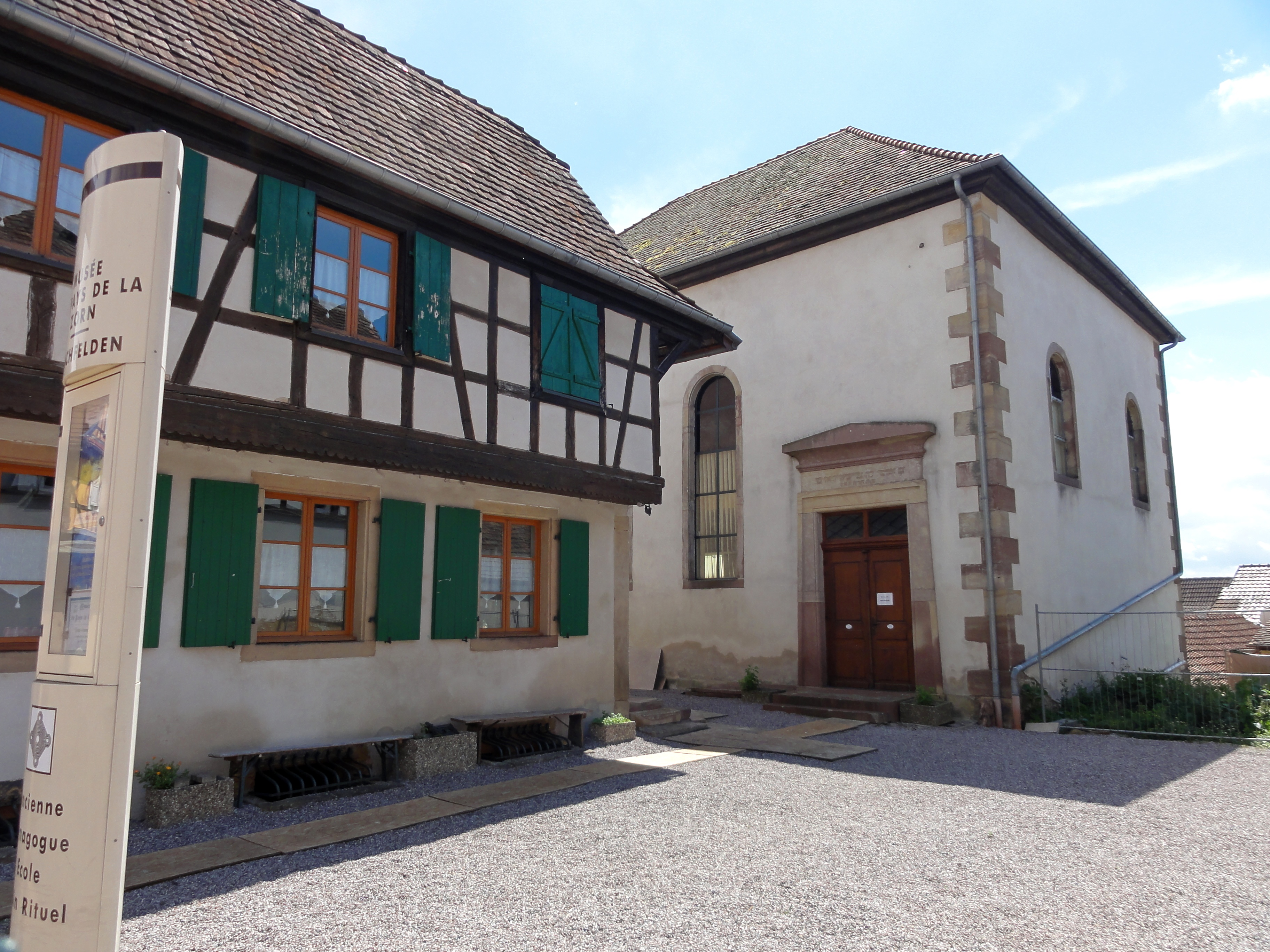
Музей и синагога
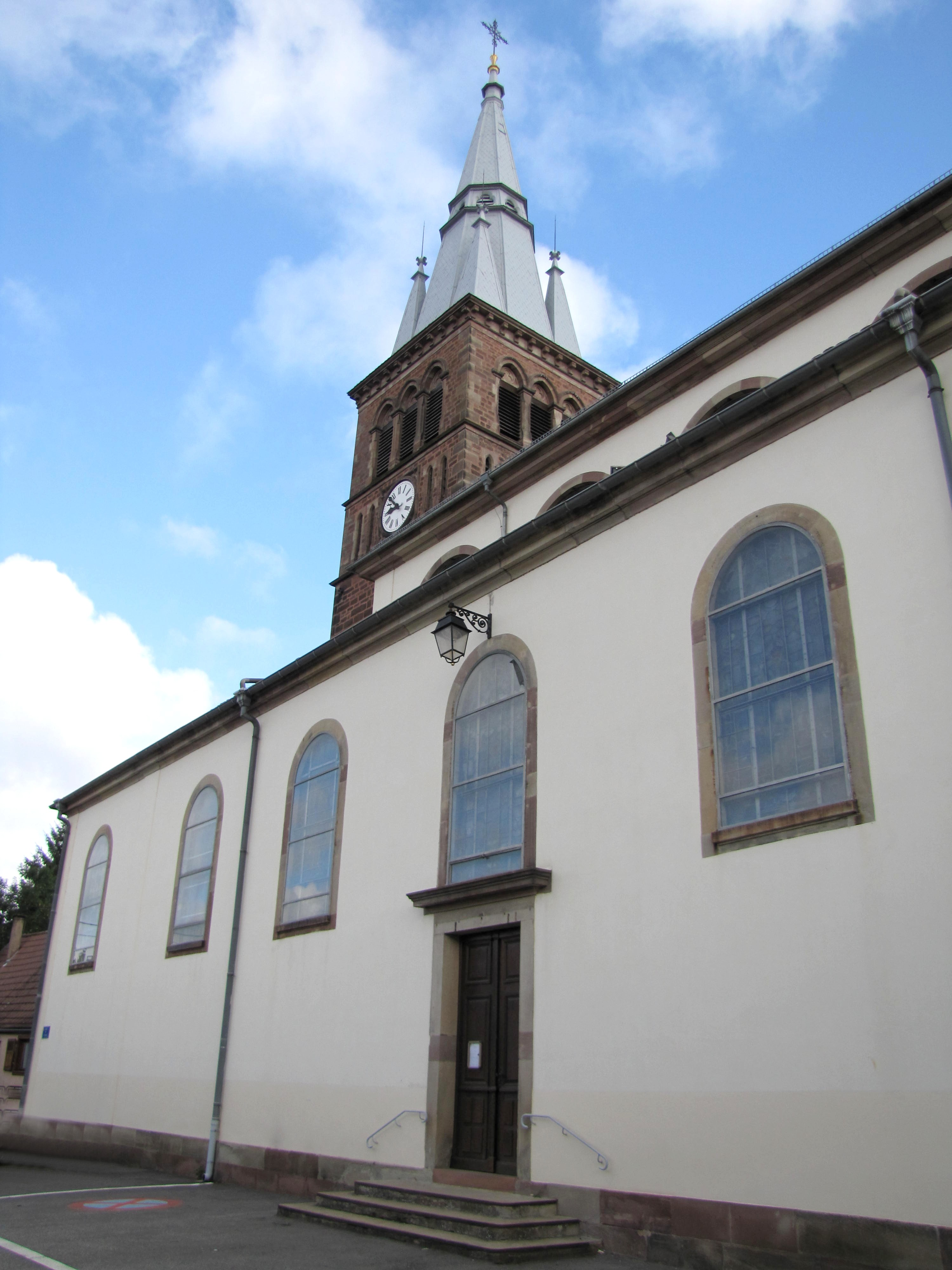
Церковь святых Петра и Павла
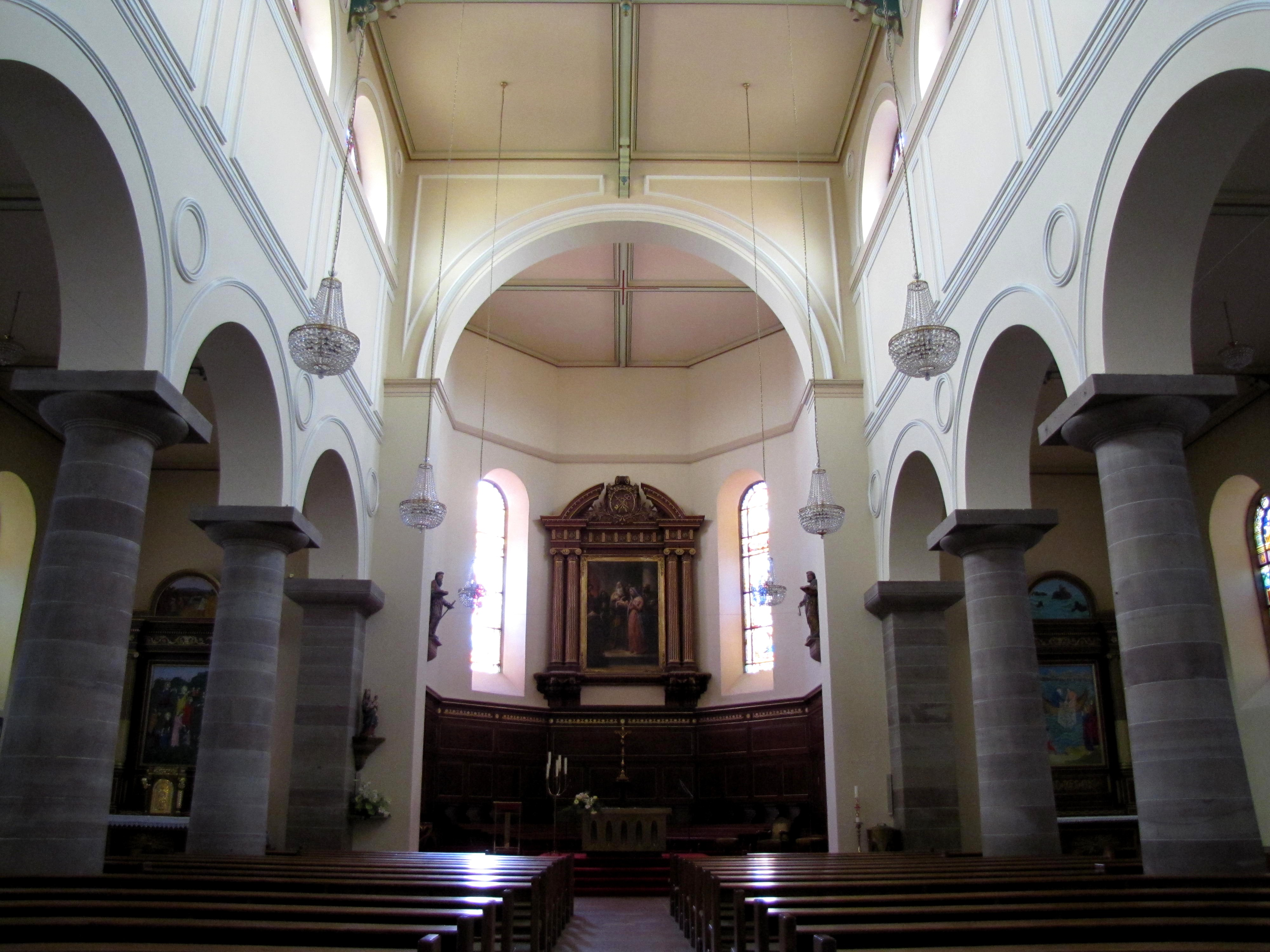
Интерьер
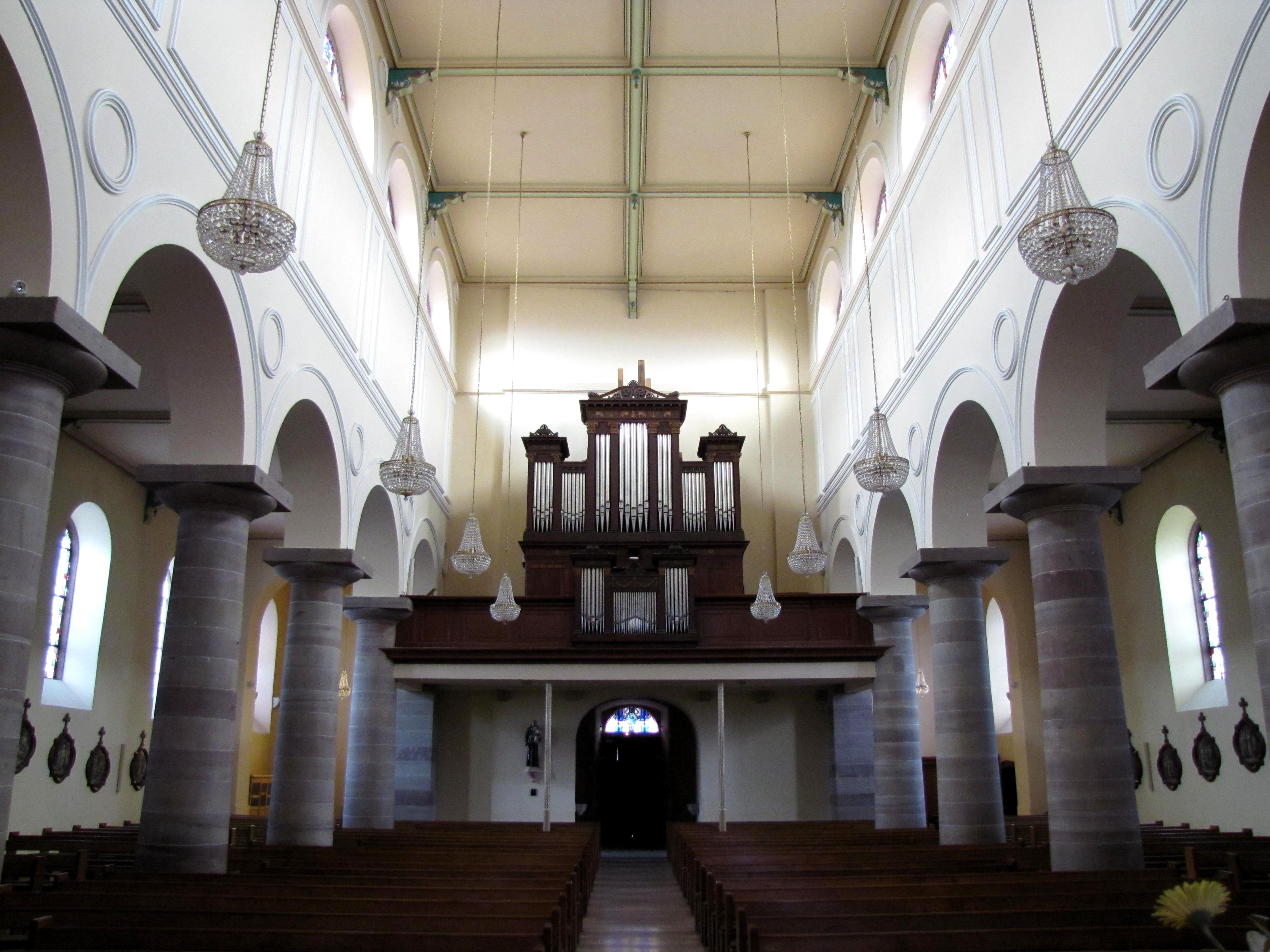
Интерьер, вид на орган
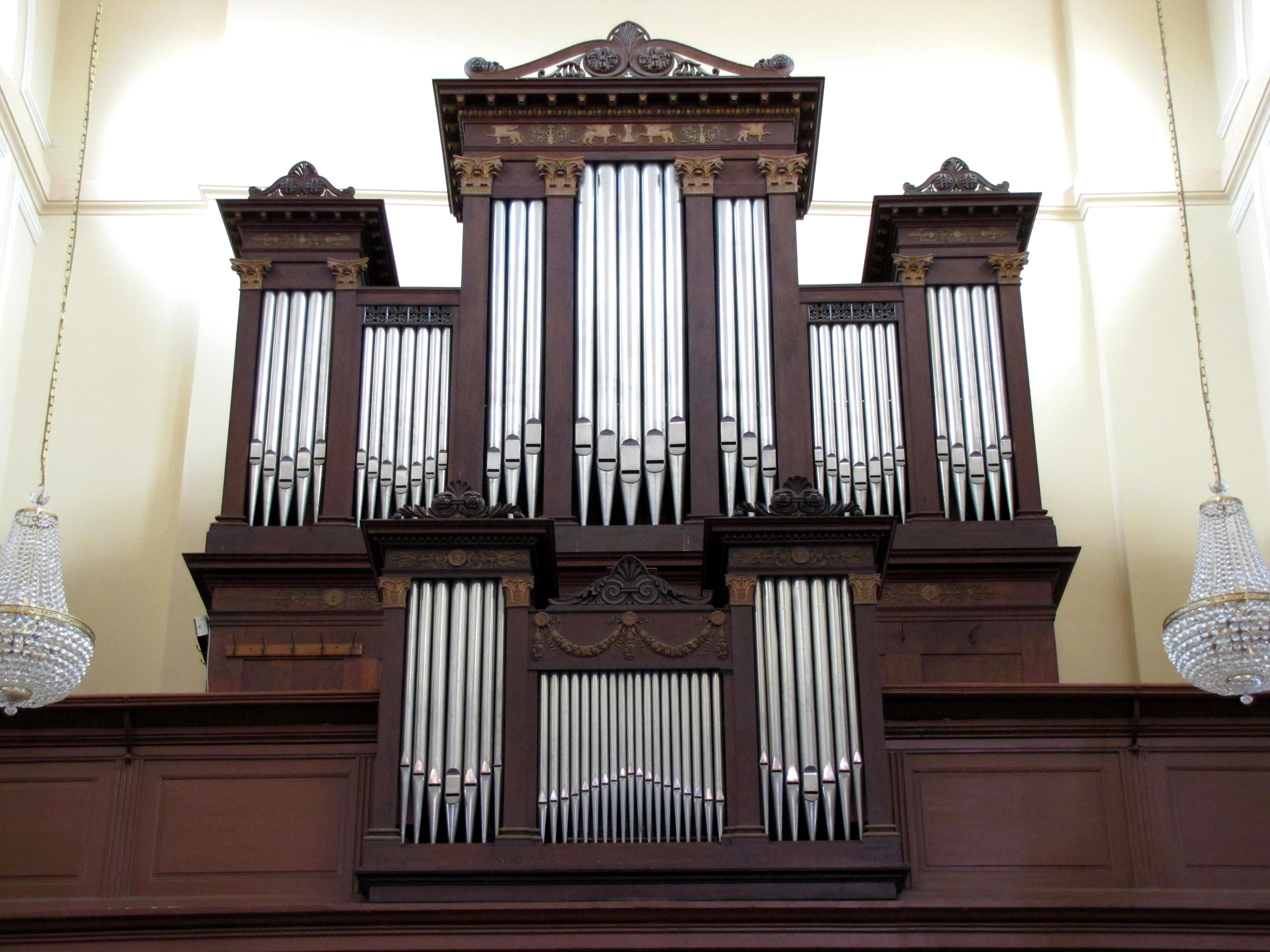
Орган